# المقاومة الوطنية اليمنية
المقاومة الوطنية اليمنية هي عبارة عن قوات نُخبة مكوّنة من حوالي 3000 إلى 10000 عضو سابق منَ الحرس الجمهوري اليمني وَقوات الأمن الخاص. يُعدّ طارق صالح ابن شقيق الرئيس اليمني السابق علي عبد الله صالح قائد هذه القوات المُنخرطة في قِتال الحوثيين على الأراضي اليمنيّة منذُ عام 2017.

## التنظيم
أسّس طارق صالح المقاومة الوطنيّة اليمنية بعد معركة صنعاء عام 2017 بدعمٍ من دولة الإمارات العربية المتحدة. تتشكّل هذه القوات بشكلٍ أساسي من أعضاء سابقين في الحرس الجمهوري وأعضاء آخرون من قوات الأمن الخاصة، بالإضافةِ إلى قدامى المحاربين من ذوي الخبرة العالية ويُنظر إليها على نطاقٍ واسعٍ على أنها من بين أفضل القوات المجهزة والمُدرّبة في التحالف المناهض للحوثيين على الأرض كما عزّزت القوة العسكريّة لحكومة هادي بشكلٍ ملحوظ.
تحالفت المُقاومة الوطنيّة معَ مقاومة تهامة كما لها علاقات جيّدة معَ قوات العمالقة الجنوبية ومع ذلك فهي تُدين بالولاء لطارق صالح فقط، وليس لديها أيّ «ولاء حقيقي» أو تبعيّه للرئيس هادي. نتيجةّ لذلك؛ تعرّضت المقاومة الوطنية لعددٍ منَ الانتقادات كما هوجمت في أحيان أخرى من قِبل القوات المناهضة لصالح على غِرار الحراك الجنوبي أو الكتائب المُتمركزة في مدينة تعز.
علاوة على ذلك؛ ذكرت صحيفة ذا ناشيونال أن المقاومة الوطنية قد حصلت إلى جانبِ الدعم من ألوية العمالقة الجنوبية ومقاومة تهامة؛ على دعمٍ من قوات أخرى مثلَ المقاومة الشعبية المتمركزة في لحج والتي تتمتعُ بدعمٍ قوي من دولة الإمارات العربية المتحدة وكانت موالية بشدة للراحل علي عبد الله صالح بالإضافة إلى دعمِ ميليشيات ثانية تتكوّن في الغالب من مقاتلين قبليين من الحديدة والمناطق المحيطة بها وهم مُعادون بشدّة للحوثيين. ومع ذلك فقد بدأ التحالف في الانهيار بسبب الاتهامات بأن طارق صالح كان يستغل ألوية العمالقة الجنوبية في الجنوب لصالحه.